# Joseni (gmina)
Joseni – gmina w Rumunii, w okręgu Harghita. Obejmuje miejscowości Borzont, Bucin i Joseni. W 2011 roku liczyła 5536 mieszkańców.